# Верховні народні збори КНДР
Верховні народні збори Корейської Народної Демократичної Республіки (кор. 最高人民会議, 최고인민회의) — вищий законодавчий і представницький орган Корейської Народно-Демократичної Республіки.

## Керівництво
Його голова (голова президії ВНЗ) формально вважається главою держави.

## Конституційні повноваження
Згідно з Конституцією КНДР у перервах між сесіями Верховних народних зборів його повноваження виконує Президія ВНЗ.

## Склад
687 депутатів зборів обираються на основі загального, рівного і прямого виборчого права таємним голосуванням на 5 років. Вибори в КНДР є безальтернативними і відбуваються в одномандатних округах. Офіційно повідомляється, що всі або майже всі виборці з'явилися на дільницю і проголосували за висунутих кандидатів.
Термін повноважень депутатів 5 років.

## Виборчі права
Виборче право з 17 років. У депутати висуваються кандидати від Єдиного демократичного вітчизняного фронту КНДР (ЄДВФ), що об'єднує громадські організації та політичні партії при керівній ролі Трудової партії Кореї (ТПК).